# Marenić
Marenić is een plaats in de gemeente Vrbovec in de Kroatische provincie Zagreb. De plaats telt 65 inwoners (2001).